# Museo de la Garrocha
El Museo de la Garrocha, (en catalán y oficliamente Museu de la Garrotxa) es una de las instituciones que forma parte del conjunto del Museo Nacional de Arte de Cataluña de Barcelona, junto con la Biblioteca Museo Víctor Balaguer de Villanueva y la Geltrú y el museo Cau Ferrat de Sitges. Se encuentra situado en la población de Olot (Gerona), con la sede en un edificio neoclásico del siglo XVIII, según proyecto del arquitecto Ventura Rodríguez.

## Historia
Por iniciativa municipal se abrió por primera vez al público en el año 1905 como Museo Biblioteca de Olot, el cual se fue desarrollando a medida que pasaban los años y se aportaba colecciones nuevas y transformaciones en sus salas, como el museo pesebrístico en 1956, la Sala Blay en 1966 o la Sala de Josep Clarà en 1977. Por un convenio entre el ayuntamiento de Olot y la Generalidad de Cataluña en el año 1982 se funda el Museo Comarcal de la Garrocha.
Consta de colecciones etnológicas, arqueológicas e históricas de la comarca de La Garrocha y una parte muy importante dedicada a obras de artistas entre los siglos XVIII y XX y sobre todo pertenecientes a la Escuela paisajística de Olot, entre ellos de los hermanos Joaquín Vayreda y Mariano Vayreda, Josep Berga i Boix, Xavier Nogués, Joaquín Mir y Ramón Casas y escultores representativos como Ramón Amadeu, Leonci Quera, Josep Clarà y Miguel Blay.
Cuenta también el museo con salas para exposiciones temporales, conferencias, cursos etc.